# 895 a.C.
L'895 a.C. (DCCCXCV a.C. in numeri romani) è un anno  del IX secolo a.C.

## Eventi
- Nabu-shum-ukin I è re di Babilonia.